# Conseil de l'oblast de Tchernivtsi
8e
Le Conseil de l'oblast de Tchernivtsi est une assemblée élue de l'oblast de Tchernivtsi. Elle possède 64 membres. Elle ne possède pas d'initiative législative. La durée de chaque législature est de cinq ans.

## Composition
| Législature | Élection        | Composition | Composition | Président     |
| ----------- | --------------- | ----------- | --- | ------------- |
| 7e          | 25 octobre 2015 |             | Composition : - BBP (15) - VOB (12) - APU (7) - OS (5) - RPOL (5) - HRNK (5) - VOS (4) - NK (4) - OB (4) - UKROP (4) | Ivan Muntyan  |
| 8e          | 25 octobre 2020 |             | Composition : - SN (12) - VOB (9) - NK (9) - ES (9) - YA (6) - APU (7) - HRNK (6) - OP (6) - ZM (en) (6)             | Oleksiy Boyko |